# Perro de agua español
Perro de agua español (spansk vattenhund) är en hundras från Spanien som räknas till vattenhundarna.

## Historia
Rasen är den spanska varianten av den alleuropeiska vattenhunden och anses stå nära barbet. Den är en lantras som avlats för sina bruksegenskaper som vattenapportör och vallhund. Den finns i tre blodslinjer från olika regioner i Spanien: Sierra, marismeño och norte. Sierra är den sydliga varianten från Andalusien som främst varit vallhund för transhumansbruk. Marismeño är den sydvästliga varianten från provinserna Huelva och Sevilla och som främst använts som apporterande fågelhund. Norte kommer från de norra regionerna som gränsar till Biscayabukten där den likt den portugisiska vattenhunden använts som redskapsapportör av fiskare.
1975 började privatpersoner genomföra en inventering i södra Spanien. 1980 bildades en rasklubb, 1983 erkändes rasen av jordbruksministeriet och 1985 av den spanska kennelklubben Real Sociedad Canina en España (RSCE). 1989 blev rasen interimiskt godkänd av Fédération Cynologique Internationale (FCI) och fick fullt erkännande tio år senare. Rasen har funnits i Sverige sedan år 1997.

## Egenskaper
Perro de agua español är i grunden en arbetande hund, som används i många olika arbeten. Utöver sina traditionella bruksområden används den också som narkotikahund och räddningshund (både i ruiner och i vatten). Den är snabb, vig och lättlärd och har därför också klarat sig utmärkt i olika bruksprov och agility m.m.
Hunden är robust och tål både värme och kyla utmärkt. Karaktären är trogen, lydig, glad, ivrig, modig. Den kan vara aningen reserverad mot främlingar. Rasens bakgrund och karaktärsegenskaper gör att den kräver mycket sysselsättning och utmaningar, gärna sådana som kräver tankearbete.

## Utseende
Den spanska vattenhunden är en medelstor hund.  Den har simhud mellan tårna. Rasbeskrivningen från 1999 begränsar pälsens utställningslängd till 3–12 cm. Pälsen är luftigt lockig som kort och bildar som lång korkskruvsaktiga lockar eller filtaktiga snören. Den fäller inte hår, och traditionellt klipps hunden en till två gånger om året (samtidigt som fåren). Pälsen skall klippas jämnt - den formklipps inte.
Godkända färger är enfärgat vit, brun eller svart i alla nyanser samt tvåfärgad där vit måste ingå som den ena färgen. Nosen ska ha samma eller mörkare pigment som pälsens mörkaste nyans och ögonen ska vara kastanj-, hassel- eller nötfärgade. Svanslängden varierar mellan stubb till lång svans.[källa behövs]

## Hälsa
Hälsotillståndet inom rasen är relativt gott. För att användas i avel måste hundar i Sverige vara fria från höftledsdysplasi och ha godkänt sköldkörtelprov.